# Dorsifulcrum reflexum
Dorsifulcrum reflexum är en fjärilsart som beskrevs av Claude Herbulot 1979. Dorsifulcrum reflexum ingår i släktet Dorsifulcrum och familjen mätare. Inga underarter finns listade i Catalogue of Life.